# Kościół św. Bazylego w Świerszczowie
Kościół świętego Bazylego – rzymskokatolicki kościół parafialny należący do dekanatu Siedliszcze archidiecezji lubelskiej.
Świątynia została zbudowana jako cerkiew greckokatolicka pod wezwaniem Podwyższenia Krzyża Świętego w 1795 roku. Fundatorem był właściciel majątku, Rulikowski. W 1875 roku cerkiew została przejęta przez prawosławnych. W 1923 roku świątynia została przejęta przez katolików i otrzymała wezwanie św. Bazylego. W latach 1927–1930 została przeprowadzona restauracja cerkwi obejmująca m.in. wymianę kruchty.
Budowla została wzniesiona z drewna i posiada konstrukcję zrębową. cerkiew jest orientowana. Składa się z prezbiterium nie wydzielonego z nawy, zamkniętego trójbocznie, z boku jest umieszczona zakrystia. Od frontu nawy znajduje się kruchta. Świątynia nakryta jest dachem jednokalenicowym, pokrytym blachą. Na dachu znajduje się wieżyczka zwieńczona baniastym hełmem, wykonanym z blachy, ozdobionym latarnią. Wnętrze nakryte jest stropem płaskim. Chór muzyczny jest podparty czterema słupami.